# Hide and Seek
Hide and Seek (BR O Amigo Oculto) é um filme teuto-norte-americano de 2005 dos gêneros suspense e terror, dirigido por John Polson.

## Elenco
- Robert De Niro.... David Callaway
- Dakota Fanning.... Emily Callaway
- Famke Janssen.... Katherine
- Elisabeth Shue.... Elizabeth
- Amy Irving.... Alison Callaway
- Dylan Baker.... Xerife Hafferty
- Melissa Leo.... Laura
- Robert John Burke.... Steven
- Molly Grant Kallins.... Amy
- David Chandler.... Sr. Haskins
- Stewart Summers.... Médico (aparece apenas na versão com o final alternativo "O Destino de Emily")

## Recepção
No site agregador de críticas Rotten Tomatoes, 13% das 155 avaliações dos críticos são positivas. O consenso diz: "Robert De Niro e especialmente Dakota Fanning ganhou alguns elogios por seu trabalho em Hide and Seek, mas os críticos têm chamado o resto do filme de derivado, ilógico e um pouco bobo".

## Prêmios e indicações
- Hide and Seek ganhou o MTV Movie Awards na categoria "melhor performance assustada", para Dakota Fanning.[3]